# تاريخ العلوم العصبية

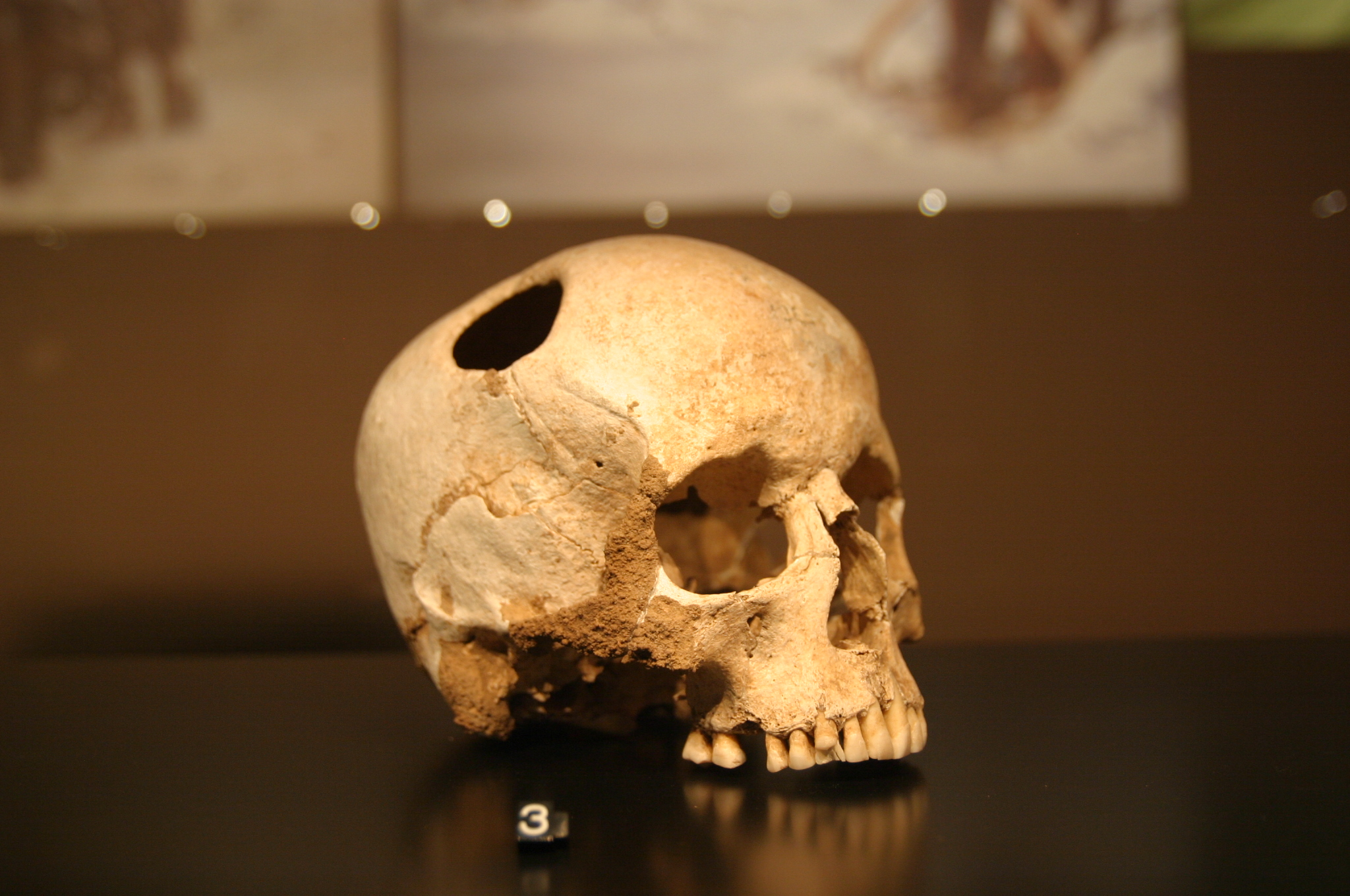
جمجمة شابة, نحو 3500 قبل الميلاد. اتضح تكون غشاء من جديد Kallus ،مما يعني أن المريضة قد تماثلت للشفاء.

منذ زمن التحنيط في مصر القديمة وحتى عصر البحث العلمي المرتكز على «الكريات» والعصبونات في القرن الثامن عشر، وُجدت أدلة على ممارسة العلوم العصبية خلال الفترات المبكرة من التاريخ. افتقرت الحضارات القديمة إلى الوسائل المناسبة الضرورية للحصول على المعرفة حول الدماغ البشري، ومن ثم كانت افتراضاتها حول العمليات الداخلية للعقل غير دقيقة. وجدت الآراء المبكرة حول وظيفة الدماغ أنه «حشو قحفي» من نوع ما. في مصر القديمة، منذ أواخر المملكة الوسطى فصاعدًا، كان الدماغ يُزال عادةً استعدادًا للتحنيط، إذ اعتُقد أن القلب هو مقر الذكاء. وفقًا لهيرودوت، خلال المرحلة الأولى من التحنيط: «أفضل إجراء هو استخراج أكبر قدر ممكن من الدماغ بواسطة خطاف حديدي، ويُخلط ما لا يمكن للخطاف استخراجه مع الأدوية».
على مدى الخمسة آلاف سنة التالية، بطلت هذه الفكرة؛ الدماغ الآن معروف بكونه مقر الذكاء، رغم بقاء التنوعات العامية كما هي، مثل «حفظ شيءٍ عن ظهر قلب».

## الآراء المبكرة

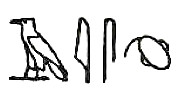
كلمة «المخ» بالهيروغليفية (حوالي 1700 ق.م) [تـُنطق ّ «أيس» ].

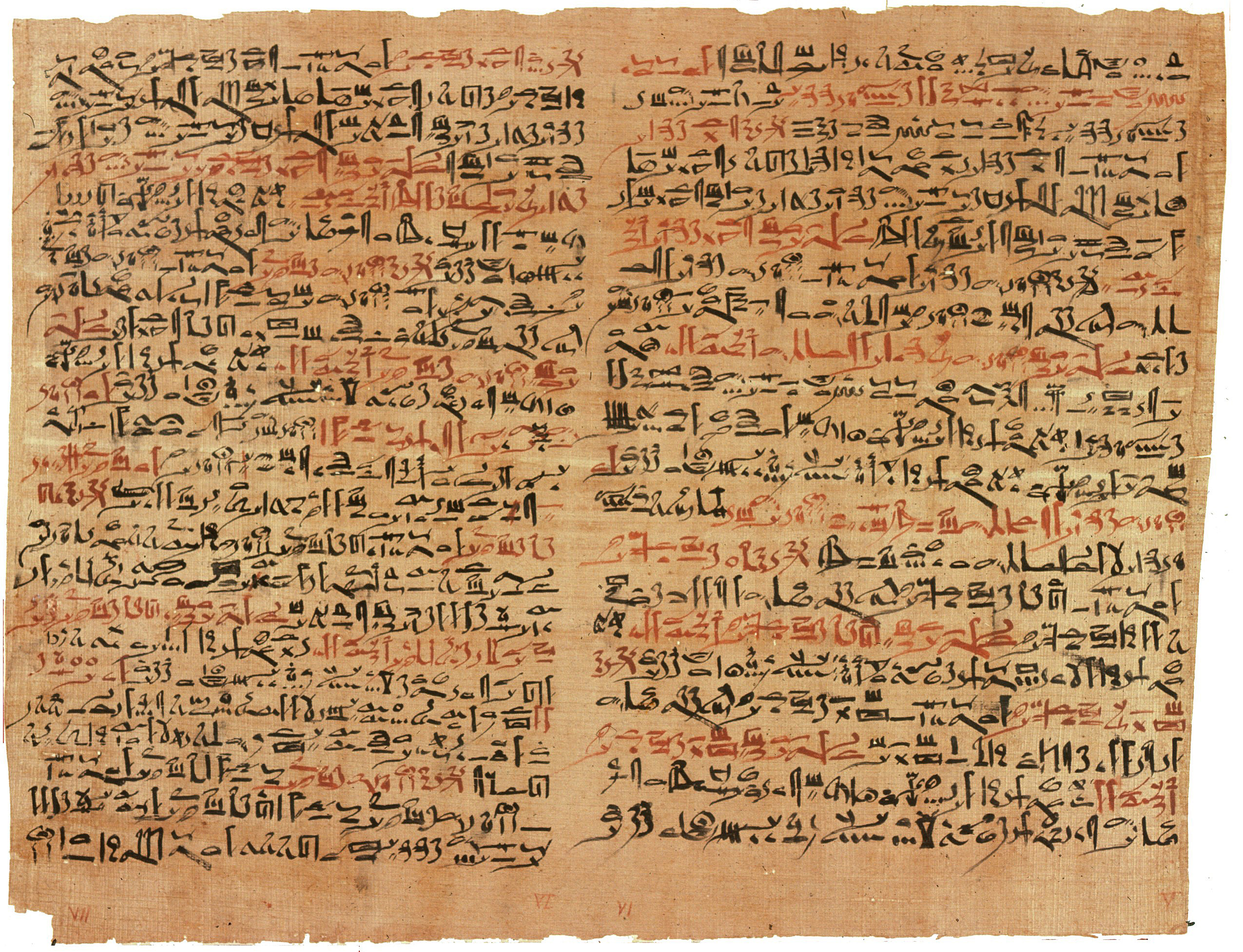
جزء من بردية إدوين سميث.

تحتوي بردية إدوين سميث الجراحية، التي كُتبت في القرن السابع عشر قبل الميلاد، على أول مرجع مسجل للدماغ. يصف التصوير الهيرغليفي للدماغ، الذي وُجد ثماني مرات في هذه البردية، أعراض مريضين مصابين في الرأس وتشخيصهما وإنذارهما، إذ كانا مصابين بكسور مركبة في الجمجمة. تشير تقييمات المؤلف (جراح في ساحة المعركة) الموجودة في البردية إلى أن المصريين القدماء كان لديهم فهم غامض لآثار إصابة الرأس. في حين كُتبت الأعراض بشكل جيد ومفصل، لم يكن هناك أثر على أي سابقة طبية. سجل مؤلف المقطع «نبضات الدماغ المكشوف» وقارن سطح الدماغ بالسطح المجعد لخَبَث النحاس (الذي يتميز فعلًا بنمط التلافيف والأثلام). رُبط تجانُب الإصابة مع تجانُب الأعراض، ووُصفت كل من الحبسة الكلامية («لا يتحدث إليك») ونوبات الصرع («يهتز بشدة») بعد الإصابة. تشير ملاحظات الحضارات القديمة للدماغ البشري إلى فهم نسبي للميكانيكيات الأساسية وأهمية الحماية القحفية. علاوةً على ذلك، نظرًا إلى وجود إجماع عام على اعتماد الأساطير والخرافات في الممارسة الطبية المتعلقة بالتشريح البشري، فقد بدت أفكار جراح ساحة المعركة تجريبيةً وتستند إلى الاستنتاج المنطقي والملاحظة البسيطة.
خلال النصف الثاني من الألفية الأولى قبل الميلاد، طور اليونانيون القدماء آراءً مختلفةً حول وظيفة الدماغ. ومع ذلك، وبسبب عدم ممارسة الأطباء الأبقراطيين التشريح لاعتبارهم الجسد البشري مقدسًا، كانت الآراء اليونانية المتعلقة بوظيفة الدماغ غير مثبتة من خلال دراسات تشريحية. يُقال إن ألكمايون الفيثاغوري من كروتون (القرنان السادس والخامس قبل الميلاد) كان أول من اعتبر الدماغ المنطقة التي يتوضع فيها العقل. وفقًا للسلطات القديمة، «اعتُقد أن مقر الأحاسيس يكمن في الدماغ. يشمل هذا قدرة التحكم. ترتبط جميع الحواس بطريقة ما مع الدماغ؛ بناءً على ذلك، لن تستطيع العمل إذا ما كان الدماغ متضررًا... إن قدرة الدماغ على خلق الأحاسيس تجعل منه مركزًا للأفكار أيضًا: يعطي تخزين المفاهيم كلًا من الذاكرة والاعتقاد، وعندما يستقران تنتج المعرفة». في القرن الرابع قبل الميلاد، اعتبر أبقراط الدماغ مقر الذكاء (اعتمادًا على عمل ألكمايون، بالإضافة إلى آخرين قبله). خلال القرن الرابع قبل الميلاد، اعتقد أرسطو، رغم اعتبار القلب مقر الذكاء، أن الدماغ آلية تبريد للدم. اعتقد أن البشر أكثر عقلانية من الوحوش لأنهم، من بين أسباب عدة، يملكون دماغًا أكبر ليبرد دماءهم الحارة.
على عكس الفكر اليوناني في ما يتعلق بقدسية الجسد البشري، حنط المصريون موتاهم على مدى قرون، واستمروا في الدراسة المنهجية لجسد الإنسان. خلال الفترة الهلنستية، قدم كل من هيروفيلوس الخلقدوني (330/335 – 280/250 تقريبًا قبل الميلاد) وإيراسيستراتوس السيوسي (240/300 تقريبًا قبل الميلاد) مساهمات أساسية في فيزيولوجيا الدماغ والجهاز العصبي وتشريحهما، بالإضافة إلى مجالات أخرى من العلوم الحيوية. لم يميز هيروفيلوس بين المخ والمخيخ فحسب، بل قدم أول وصف واضح للبطينين. استخدم إيراسيستراتوس تطبيقًا عمليًا عن طريق إجراء التجارب على الأدمغة الحية. فُقدت معظم أعمالهما اليوم، وتُعرف إنجازاتهما عبر مصادر ثانوية، إذ وجبت إعادة اكتشاف بعض اكتشافاتهما بعد ألفية كاملة من وفاتهما.
خلال الإمبراطورية الرومانية، شرّح اختصاصي التشريح الإغريقي جالينوس أدمغة الأغنام، والقردة، والكلاب، والخنازير، وغيرها من الثدييات غير البشرية. استنتج أن المخيخ يجب أن يتحكم في العضلات باعتباره أكثر كثافةً من المخ، في حين اتسم المخ بنعومته، فلا بد أن يكون المكان الذي يعالج الحواس. وضع جالينوس نظريةً عن الدماغ تعتبر حركة الأرواح الحيوانية عبر البطينين مسؤولةً عن عمل الدماغ. «علاوةً على ذلك، برزت دراساته عن الأعصاب القحفية والنخاع الشوكي. أشار إلى أن أعصابًا شوكيةً محددةً تتحكم في عمل العضلات، وكانت لديه فكرة عن العمل المتبادل للعضلات. للوصول إلى فهم متقدم للوظيفة الشوكية، يجب أن ننتظر بروز بيل وماجندي في القرن التاسع عشر».

## العصور الوسطى

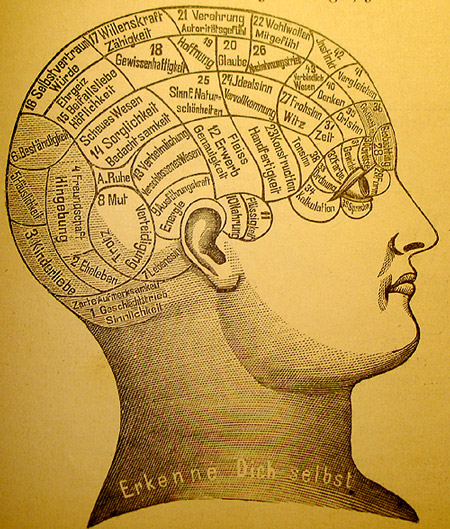
تصنيف مناطق الدماغ ووظائفها، طبقا للجراح الأماني"غال" ، نحو 1800.

ركز الطب الإسلامي في العصور الوسطى على كيفية تفاعل العقل والجسد، وشدد على ضرورة فهم الصحة العقلية. بحلول عام 1000 تقريبًا، قيّم الزهراوي، الذي عاش في الأندلس، مرضى الأعصاب، وأجرى معالجات جراحية لإصابات الرأس، وكسور الجمجمة، وإصابات العمود الفقري، واستسقاء الدماغ، والانصبابات تحت الجافية، والصداع. في بلاد فارس، قدّم ابن سينا معلومات مفصلة حول كسور الجمجمة وعلاجاتها الجراحية. يعتبر البعض ابن سينا مؤسس الطب الحديث. كتب 40 كتابًا في الطب من أبرزها كتاب «القانون في الطب»، وهو موسوعة طبية أصبحت مرجعًا رئيسيًا في الجامعات لما يقارب مئة عام. شرح أيضًا بعض الظواهر مثل الأرق، والهوس، والهلوسات، والكوابيس، والخرف، والصرع، والسكتة الدماغية، والشلل، والدوار، والسوداوية، والرعاش. اكتشف أيضًا حالة مشابهة للفصام، أسماها الجنون المفرط، وتتميز هذه الحالة بالهياج، واضطرابات النوم والسلوك، وإعطاء أجوبة غير مناسبة للأسئلة، والعجز العابر عن الكلام. اكتشف ابن سينا أيضًا دودة المخيخ، التي أطلق عليها ببساطة اسم الدودة، والنواة المذنبة. ما يزال كلا المصطلحين مستخدمًا في التشريح العصبي اليوم. كان أيضًا أول شخص يربط حالات القصور الذهني مع عيوب البطين المتوسط أو الفص الجبهي من الدماغ. بالإضافة إلى ذلك، وصف كل من الزهراوي، وابن رشد، وابن زهر، وموسى بن ميمون، الذين نشطوا في العالم الإسلامي خلال فترة القرون الوسطى، عددًا من المشاكل الطبية المتعلقة بالدماغ.
بين القرنين الثالث عشر والرابع عشر، كتب موندينو دي لوتزي وغيدو دا فيجيفانو الكتب التدريسية الأولى في التشريح، التي تضمنت وصفًا للدماغ.